# DORADORA
「DORADORA」是韓國的男子組合U-KISS的第6枚迷你專輯。於2012年4月25日發行。唱片公司為NH Media。

## 概要
- 與上一張迷你專輯「Bran New KISS」相距約11個月。
- 「DORADORA」為此專輯的主打曲目
- 新曲「AMAZING」為此專輯的先行曲目，並於2012年4月20日配信發行。
- 新曲「TICK TOCK (OUT OF TIME)」為U-KISS的第1張日語單曲「Tick Tack」的韓語版本。
- 「DORADORA」在五月於德國Youtube Asian Music Chart取得第一位。

## 收錄內容

### CD
1. DORADORA（도라도라）
6th迷你專輯「DORADORA」主打曲目
2. 4U (For You)
3. 當愛情結束的時候（사랑이 멈출 때）
4. AMAZING
5. TICK TOCK (OUT OF TIME)
第1張日語單曲「Tick Tack」韓語版本
6. DORADORA (Instrumental)